# EUR-ACE label
Znak EUR-ACE (European Accredited Engineer) jest akredytacją – certyfikatem jakości – przyznawanym programom studiów inżynierskich, które poświadczają, że program studiów inżynierskich spełnia określone kryteria jakości, tak aby Europejski Obszar Szkolnictwa Wyższego był czytelny.
Stowarzyszenie ENAEE Europejska Sieć Akredytacji Edukacji Inżynierskiej udziela tego upoważnienia organom krajowym – na przykład w Polsce jest to Komisja Akredytacyjna Uczelni Technicznych – do wydawania tego zaświadczenia akredytacji studiów inżynierskich zgodnie z europejskimi ramami kwalifikacji (EQF) i normami ENAEE., które będzie odnawiane co pięć lat.
ENAEE ujednoliciła ogólne ramy Europejskiego Obszaru Szkolnictwa Wyższego, w szczególności europejskie ramy kwalifikacji dla poziomów 6 i 7 oraz podejście do zapewniania jakości na studiach inżynierskich. W 2015 r. ENAEE opublikowała drugą wersję Reference and Lines of the EUR ACE Label, która określa wiedzę naukową, know-how i zdolności behawioralne europejskich absolwentów inżynierów. Programy spełniające te kryteria mogą otrzymać znak EUR ACE, wydany przez jedną z upoważnionych agencji. Aktualizacja została wprowadzona w 2018 roku.
Uznaje się, że osoba, która ukończyła szkolenie opatrzone znakiem EUR-ACE, posiada zestaw umiejętności i wiedzy zgodnie z europejskimi standardami akademickimi i zawodowymi. Jest to również wspólny punkt odniesienia dla promowania mobilności studentów. Ponadto etykieta ta nie ogranicza się do państw członkowskich Unii Europejskiej, ponieważ jest również uznawana w krajach takich jak Turcja, Szwajcaria czy Rosja.

## Agencje upoważnione do przyznawania znaku EUR-ACE
Od stycznia 2019 r. agencje uprawnione do przyznawania znaku EUR-ACE to:
- Finlandia – FINEEC – Kansallinen Koulutuksen Arviointikeskus Karv
- Francja – CTI Commission des titres d’ingénieur
- Niemcy – ASIIN – Fachakkreditierungsagentur für Studiengänge der Ingenieurwissenschaften, der Informatik, der Naturwissenschaften, und der Mathematik
- Irlandia – Inżynierowie Irlandia
- Włochy – Quacing – Agenzia per la Certificazione di Qualità e l’Accreditamento EUR-ACE dei Corsi di Studio in Ingegneria
- Kazachstan – KazSEE – KazKazakhstan Society for Engineering Education
- Polska – KAUT – Komisja Akredytacyjna Uczelni Technicznych(inne języki)
- Portugalia – OE Ordem dos Engenheiros
- Rumunia – ARACIS – Rumuńska Agencja ds. Zapewniania Jakości w Szkolnictwie Wyższym
- Rosja – AEER – Stowarzyszenie Edukacji Inżynierskiej Rosji
- Słowacja – ZSVTS – Stowarzyszenie Słowackich Towarzystw Naukowych i Technologicznych
- Hiszpania – ANECA/IIE – Krajowa Agencja ds. Oceny Jakości i Akredytacji Hiszpanii, z Instituto de la Ingeniería de España
- Szwajcaria – AAQ – Agence Suisse d’Accréditation et d’Assurance Qualité
- Turcja – MÜDEK – Stowarzyszenie na rzecz Ewaluacji i Akredytacji Programów Inżynierskich
- Wielka Brytania – Rada Inżynierska